# الانتخابات الإسبانية العامة 1931
الانتخابات لعضوية المجلس النيابي في إسبانيا لسنة 1931.

## نظرة عامة
قاد الجنرال بريمو دي ريفيرا منذ سنة 1923 ديكتاتورية عسكرية في إسبانيا، ولكنه استقال من رئاسة الحكومة في يناير 1930، ففقدت الملكية مصداقيتها بسبب دعمها الحكم العسكري، فلم يكن هناك دعم شعبي للعودة إلى ماقبل 1923. فأمر الملك ألفونسو الثالث عشر الجنرال داماسو بيرنجير بتشكيل حكومة بديلة، لكن دكتاتورية ديكتابلاندا فشلت في توفير بديل قابل للتطبيق. وفي الانتخابات البلدية التي أجريت في 12 أبريل 1931 فقدت الأحزاب المؤيدة للملكية الكثير من الدعم في المدن الكبرى. ففر الملك ألفونسو الثالث عشر من البلاد وتم تشكيل الجمهورية الإسبانية الثانية.
كانت الجمهورية الثانية مصدر أمل للفقراء في المجتمع الإسباني وتهديدًا للأغنياء، إلا انها حظيت بدعم واسع من جميع شرائح المجتمع. وأصبح نيكيتو الكالا زامورا أول رئيس وزراء للجمهورية. قبل ملاك الأراضي الأثرياء والطبقة الوسطى بالجمهورية بسبب عدم وجود بديل مناسب.

## النظام الانتخابي
استبدل القانون الانتخابي الصادر في مايو 1931 بدوائر أكبر متعددة الأعضاء بدلا عن الدوائر الانتخابية الفردية السابقة. وألغي مجلس الشيوخ وبالتالي أصبح البرلمان بغرفة واحدة. سيكون هناك مقعد واحد لكل 50,000 شخص، مع مقعد منفصل لأي مدينة يزيد عدد سكانها عن 100,000 نسمة. أي قائمة انتخابية تحصل على أغلبية ساحقة من الأصوات في أي منطقة ستكون مضمونة ومحددة ب 80 ٪ من المقاعد. أما القائمة التي فازت بأغلبية الأصوات ولكنها فشلت في الفوز بالأغلبية فإنها تنال ثلثي المقاعد. سييعطى الباقي إلى القائمة الثانية إذا نالت 20٪ من الأصوات. يحق للناخبين التصويت في أي دائرة يريدون. فضل النظام الائتلافات متعددة الأحزاب التي يمكنها بالتالي الفوز بأغلبية الأصوات.
لم تتمكن النساء من التصويت في هذه الانتخابات، لكن يمكنهن الترشح وانتخابهن للمناصب. ومكنهم دستور ديسمبر 1931 من حق التصويت، حيث صوتوا لأول مرة في سنة 1933 قبل النساء في فرنسا وبلدان أخرى.

## الطيف الانتخابي
عرّف حزب اليمين الجمهوري الليبرالي (DLR) الذي يقوده الكالا زامورا وميغيل مورا نفسه بأنه ذو وجهة كاثوليكية وفعل الكثير لجذب لملكيين وأصحاب الفكر اليميني. ولكنه وعلى الرغم من طرحه 116 مرشحًا في جميع أنحاء إسبانيا، إلا أن الحزب قاد حملة ضعيفة وسيئة التنظيم.
احتل الحزب الجمهوري الراديكالي بقيادة أليخاندرو ليروكس معظم الأراضي الوسطى وكان أكثر حظوظا بالنجاح بالفوز بدعم من الطبقة المحافظة المعتدلة. كانت تلك النزعة المحافظة على خلاف مع معظم الجمهوريين، الذين يعتقدون بضرورة إجراء المزيد من الإصلاحات لتحقيق الاستقرار. كان هذا هو الحال مع الحزب الاشتراكي الراديكالي بقيادة ألفارو دي ألبورنوز ومارسيلينو دومينغو اللذان أصدرا وجهات نظر متطرفة. قال ألبورنوز:«لا يوجد شيء يجب الحفاظ عليه».
قاد مانويل أثانيا حزب العمل الجمهوري. وقد كان حريصًا على تغيير النظام السياسي بسرعة - فقد كره الاعتدال والحل الوسط الذي جادل به ليروكس.
وقف حزب العمال الاشتراكي على يسار الطيف السياسي، وتم الحفاظ عليه تمشيا مع ائتلاف من غالبية قيادته وليس بالإجماع. جادل الاشتراكي لارجو كابيلرو بضرورة الثورة القانونية. ومع ذلك فإن المتطرفين داخل الحزب وخارجه يلوحون في الأفق كمنافسين محتملين وبالتالي كان الخط الاشتراكي هو أن التحالف كان مجرد نقطة انطلاق لدولة اشتراكية بالكامل.
كانت التعليمات الرسمية هي أن السلطات المدنية لن تتدخل في التصويت. ومع ذلك فقد سير الجمهوريون في بعض المناطق دوريات مخصصة القصد منها هو منع بعض المحافظين من التصويت. وقد امتنع بعض أعضاء المجالس، وكذلك بعض حكام المقاطعات فعلوا الشيء نفسه، لكن الزمن تغير، ومجال الحكم ليس لهم. سيطر الائتلاف الجمهوري الاشتراكي على الحملة الانتخابية. اما اليمين الذي لا يزال يعاني من فقدان النظام الملكي ظل غير منظم. وكان إقليم الباسك هي المنطقة الوحيدة التي تمكن اليمين من السيطرة عليها. تحول العديد من أعضاء اليمين إلى الجمهوريين، على الرغم من وجود القليل من القواسم المشتركة بينهم - دخلت مجموعة واحدة في أستورياس تحت الاسم المتناقض «الحزب الجمهوري الملكي».

## النتائج

توزيع المقاعد في مجلس النواب (الكورتيس).

الانقسامات الحزبية في افتتاح الكورتيس، وبعد منح المقاعد بين الائتلافات:
| الانتماء                               | الحزب                                           | الحزب                                  | الإسم حسب الإسبانية أو الكتالونية | اختصارا  | المقاعد |
| -------------------------------------- | ----------------------------------------------- | -------------------------------------- | --------------------------------- | -------- | ------- |
| ماركسية ولاسلطوية يسارية               |                                                 |                                        |                                   |          |         |
|                                        | حزب العمال الاشتراكي الإسباني                   | Partido Socialista Obrero Español      | PSOE                              | 115      |         |
| الاتحاد الاشتراكي لكاتالونيا           | Unió Socialista de Catalunya                    | USC                                    | 4                                 |          |         |
| اليسار الثوري المناهض للفاشية          | Izquierda Revolucionaria Antifascista           | IRA                                    | –                                 |          |         |
| اليسار الفيدرالي المتشدد               | Extrema Izquierda Federal                       | EIF                                    | 2                                 |          |         |
| يساريون فيدراليون مستقلون              | –                                               | –                                      | 2                                 |          |         |
| كتلة العمال والفلاحون                  | Bloc Obrer i Camperol/Bloque Obrero y Campesino | IRA                                    | –                                 |          |         |
| الحزب الشيوعي الإسباني                 | Partido Comunista de España                     | PCE                                    | –                                 |          |         |
| اليسار الجمهوري                        |                                                 |                                        |                                   |          |         |
|                                        | الحزب الجمهوري الاشتراكي الراديكالي             | Partido Republicano Radical Socialista | PRSS                              | 61       |         |
| حزب العمل الجمهوري                     | Acción Republicana                              | AR                                     | 26                                |          |         |
| الحزب الجمهوري الاتحادي الديمقراطي     | Partido Republicano Democrático Federal         | PRD Fed.                               | 16                                |          |         |
| الاتحاد لخدمة الجمهورية                | Agrupación al Servicio de la República          | ASR                                    | 13                                |          |         |
| اليسار الاشتراكي الكاتالوني الراديكالي | Esquerra Catalana Radical Socialista            | ECRS                                   | 2                                 |          |         |
| مستقلون جمهوريون                       | –                                               | –                                      | 6                                 |          |         |
| اليسار القومي                          |                                                 |                                        |                                   |          |         |
|                                        | يسار كتالونيا الجمهوري                          | Esquerra Republicana de Catalunya      | ERC                               | 29       |         |
|                                        | اتحاد الجمهوريين الجاليكية                      | Federación Republicana Gallega         | FRG                               | 15       |         |
|                                        | الحزب الجمهوري القومي                           | Partido Nazonalista Repubricán         | PNzR                              | 1        |         |
| جمهوريون يمينيون ومن الوسط             |                                                 |                                        |                                   |          |         |
|                                        | الحزب الجمهوري الراديكالي                       | Partido Republicano Radical            | PRR                               | 90       |         |
| اليمين الجمهوري الليبرالي              | Derecha Liberal Republicana                     | DLR                                    | 25                                |          |         |
| الحزب الجمهوري الديمقراطي الليبرالي    | Partido Republicano Liberal Demócrata           | PRLD                                   | 4                                 |          |         |
| حزب الوسط الجمهوري                     | Partido Republicano de Centro                   | PRCe                                   | 2                                 |          |         |
| أنصار الجمهورية                        | Apoyo a la República                            | AAR                                    | 2                                 |          |         |
| التجمع الجمهوري الإقليمي               | Agrupación Republicana Provincial               | ARP                                    | 2                                 |          |         |
| جمهوريو الوسط                          | –                                               | –                                      | 4                                 |          |         |
| إقليميون وقوميون يمينيون ومن الوسط     |                                                 |                                        |                                   |          |         |
|                                        | الحزب القومي الباسكي                            | Partido Nacionalista Vasco             | PNV                               | 7        |         |
| جليقيون مستقلون                        | –                                               | –                                      | 5                                 |          |         |
| المجموعة الإقليمية لكاتالونيا          | Lliga Catalana                                  | LR                                     | 2                                 |          |         |
| الحزب الجمهوري الكاتالوني              | Partit Catalanista Republicà                    | PCR                                    | 2                                 |          |         |
| حزب المزارعين الجمهوري المستقل         | Partido Agrario Republicano Autonomista         | PARA                                   | 1                                 |          |         |
| المستقلون (المؤيدون لاستقلال استيلا)   | –                                               | –                                      | 3                                 |          |         |
| أحزاب اليمين                           |                                                 |                                        |                                   |          |         |
|                                        | مزارعون مستقلون                                 | –                                      | –                                 | 15       |         |
| العمل الوطني                           | Acción Nacional                                 | AN                                     | 5                                 |          |         |
| أحزاب ملكية يمينية                     |                                                 |                                        |                                   |          |         |
|                                        | المجتمع التقليدي                                | Comunión Tradicionalista               | CT                                | 4        |         |
| المزارعين الكاثوليك                    | Católico Agrarios                               | CA                                     | 3                                 |          |         |
| الاتحاد الوطني الإسباني                | Unión Monárquica                                | CT                                     | 1                                 |          |         |
| الحزب الكاثوليكي التقليدي              | Partido Católico Tradicionalista                | PCT                                    | 1                                 |          |         |
| الليبرالية الملكية                     | Monárquico Liberal                              | ML                                     | 1                                 |          |         |
| المجموع:                               | المجموع:                                        | المجموع:                               | المجموع:                          | المجموع: | 470     |